# Xinchengpu (köpinghuvudort i Kina, Hebei Sheng, lat 38,27, long 114,68)
Xinchengpu är en köpinghuvudort i Kina. Den ligger i provinsen Hebei, i den norra delen av landet, omkring 230 kilometer sydväst om huvudstaden Peking. Antalet invånare är 33 248. Befolkningen består av 16 941 kvinnor och 16 307 män. Barn under 15 år utgör 16,0 %, vuxna 15-64 år 74 %, och äldre över 65 år 8,0 %.
Runt Xinchengpu är det tätbefolkat, med 913 invånare per kvadratkilometer. Närmaste större samhälle är Hantai, 14,3 km öster om Xinchengpu. Trakten runt Xinchengpu består till största delen av jordbruksmark.
Genomsnittlig årsnederbörd är 702 millimeter. Den regnigaste månaden är juli, med i genomsnitt 228 mm nederbörd, och den torraste är januari, med 4 mm nederbörd.